# Pumeks

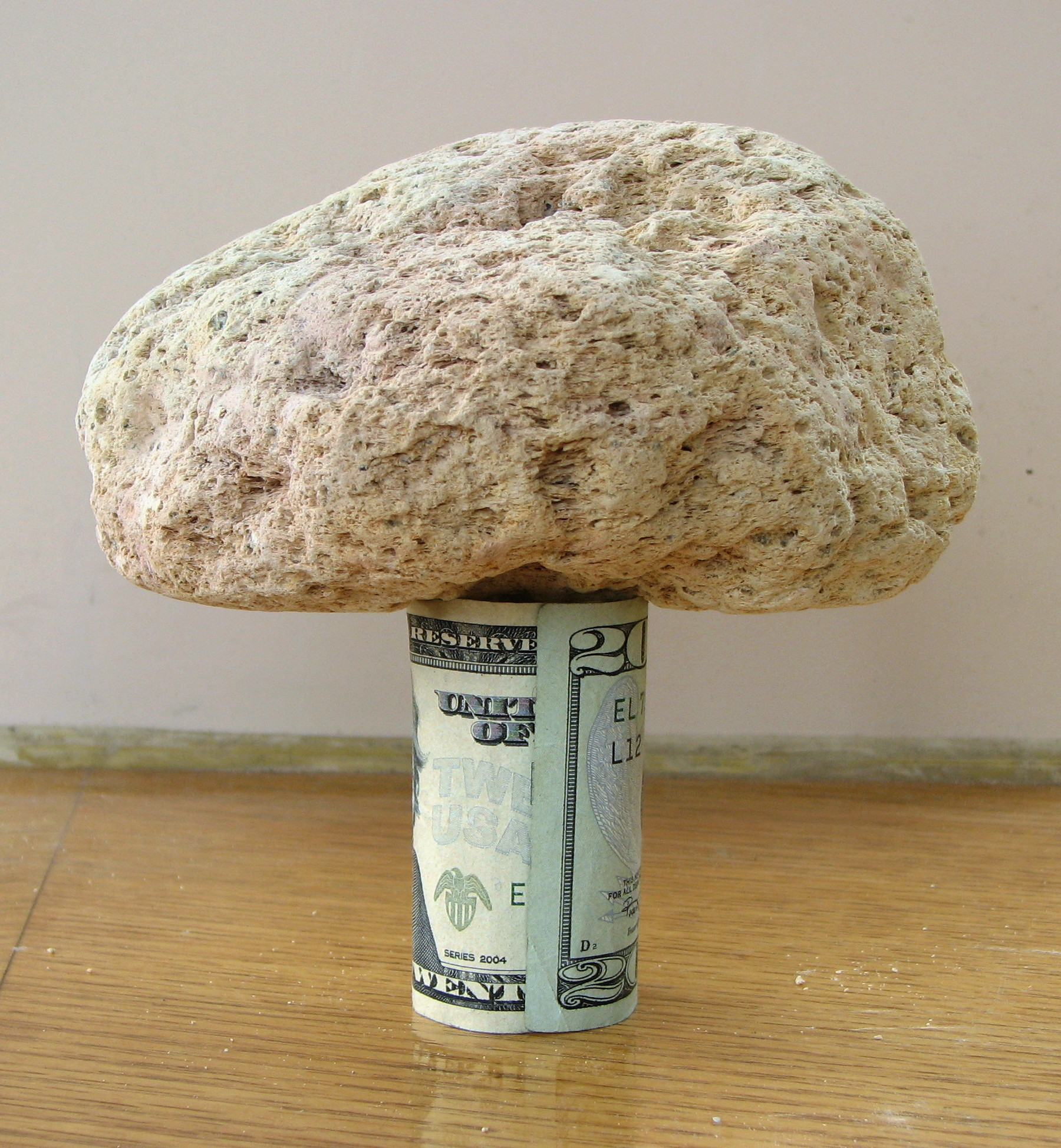
Pumeks ma bardzo małą gęstość

Pumeks (z łac. pumex), dawniej pemza – wulkaniczna skała magmowa zbudowana z porowatego (ponad 50% porów) szkliwa wulkanicznego powstałego z silnie gazującej, pienistej lawy. Ma szklistą, drobnoziarnistą strukturę. Powstaje głównie z kwaśnych odmian lawy (riolitowej). 
Pumeksem nazywa się też czasem mocno porowaty materiał piroklastyczny.

## Sposób powstania
Kiedy lawa wydostaje się na powierzchnię, na skutek obniżenia ciśnienia rozpuszczone w niej gazy wydzielają się w postaci pęcherzyków (podobnie jak po odkręceniu butelki z gazowanym napojem). Jednocześnie lawa stygnie i twardniejąc tworzy „pianę". Pumeks ma najczęściej jasne kolory, w tym białawy. Skład chemiczny kwaśny, kwarc, skalenie i w mniejszych ilościach biotyt.

## Złoża
Wielkie złoża pumeksu występują w Armenii i na Wyspach Liparyjskich.

## Zastosowanie
Jest stosowany w budownictwie jako materiał izolacyjny oraz jako środek filtracyjny. Pumeks jest także stosowany do usuwania zrogowaciałego naskórka i odcisków, umożliwia usuwanie trudnych do usunięcia zabrudzeń. Używany jest do utrzymania higieny kończyn. Sproszkowany, jest wykorzystywany w technice dentystycznej jako materiał polerski i szlifierski.    